# Albert Demby
Albert Joe Demby (* 1934 in Gerihun; † 20. März 2021 in Freetown) war ein sierra-leonischer Politiker der Sierra Leone People’s Party (SLPP) und Vizepräsident in seinem Heimatland.
Erstmals wurde Demby am 29. März 1996 von Staatspräsident Ahmad Tejan Kabbah als Vizepräsident eingesetzt. Er hatte das Amt bis zum 25. Mai 1997 inne, ehe das Militär die Macht übernahm. Nach Wiederherstellung der Demokratie war Demby vom 13. Februar 1998 bis 1999 erneut Vizepräsident unter Kabbah. Zum dritten Mal übernahm er das Amt von 2000 bis 2002.
Demby war ein ethnischer Mende und arbeitete vor seiner überraschenden politischen Karriere als Arzt in und um Kenema.